# Meteoristis religiosa
Meteoristis religiosa är en fjärilsart som beskrevs av Edward Meyrick 1923. Meteoristis religiosa ingår i släktet Meteoristis och familjen stävmalar. Inga underarter finns listade i Catalogue of Life.